# Chevagny-les-Chevrières
Chevagny-les-Chevrières és un municipi francès, situat al departament de Saona i Loira i a la regió de Borgonya - Franc Comtat. L'any 2007 tenia 583 habitants.

## Demografia

### Població
El 2007 la població de fet de Chevagny-les-Chevrières era de 583 persones. Hi havia 226 famílies, de les quals 43 eren unipersonals (13 homes vivint sols i 30 dones vivint soles), 81 parelles sense fills, 89 parelles amb fills i 13 famílies monoparentals amb fills.
La població ha evolucionat segons el següent gràfic:
Habitants censats

### Habitatges
El 2007 hi havia 239 habitatges, 224 eren l'habitatge principal de la família, 8 eren segones residències i 6 estaven desocupats. 219 eren cases i 20 eren apartaments. Dels 224 habitatges principals, 183 estaven ocupats pels seus propietaris, 39 estaven llogats i ocupats pels llogaters i 2 estaven cedits a títol gratuït; 2 tenien una cambra, 6 en tenien dues, 15 en tenien tres, 52 en tenien quatre i 149 en tenien cinc o més. 200 habitatges disposaven pel capbaix d'una plaça de pàrquing. A 56 habitatges hi havia un automòbil i a 157 n'hi havia dos o més.

### Piràmide de població
La piràmide de població per edats i sexe el 2009 era:
| Homes | Edats   | Dones |
| ----- | ------- | ----- |
| 0     | 95 o +  | 0     |
| 0     | 90 a 94 | 0     |
| 4     | 85 a 89 | 8     |
| 0     | 80 a 84 | 4     |
| 8     | 75 a 79 | 8     |
| 8     | 70 a 74 | 12    |
| 4     | 65 a 69 | 4     |
| 12    | 60 a 64 | 12    |
| 24    | 55 a 59 | 16    |
| 20    | 50 a 54 | 24    |
| 16    | 45 a 49 | 16    |
| 20    | 40 a 44 | 32    |
| 8     | 35 a 39 | 8     |
| 12    | 30 a 34 | 0     |
| 20    | 25 a 29 | 8     |
| 12    | 20 a 24 | 4     |
| 20    | 15 a 19 | 4     |
| 20    | 10 a 14 | 12    |
| 16    | 5 a 9   | 0     |
| 0     | 0 a 4   | 0     |

## Economia
El 2007 la població en edat de treballar era de 379 persones, 278 eren actives i 101 eren inactives. De les 278 persones actives 266 estaven ocupades (136 homes i 130 dones) i 13 estaven aturades (4 homes i 9 dones). De les 101 persones inactives 44 estaven jubilades, 34 estaven estudiant i 23 estaven classificades com a «altres inactius».

### Ingressos
El 2009 a Chevagny-les-Chevrières hi havia 222 unitats fiscals que integraven 623 persones, la mediana anual d'ingressos fiscals per persona era de 28.238 €.

### Activitats econòmiques
Dels 15 establiments que hi havia el 2007, 2 eren d'empreses de fabricació d'altres productes industrials, 5 d'empreses de construcció, 2 d'empreses immobiliàries, 2 d'entitats de l'administració pública i 4 d'empreses classificades com a «altres activitats de serveis».
Dels 8 establiments de servei als particulars que hi havia el 2009, 1 era un taller de reparació d'automòbils i de material agrícola, 4 guixaires pintors, 1 lampisteria, 1 restaurant i 1 agència immobiliària.
L'any 2000 a Chevagny-les-Chevrières hi havia 11 explotacions agrícoles que ocupaven un total de 200 hectàrees.

## Equipaments sanitaris i escolars
El 2009 hi havia una escola elemental.

## Poblacions més properes
El següent diagrama mostra les poblacions més properes.